# Старий Тясмин (заказник)
Стари́й Тя́смин — гідрологічний заказник місцевого значення в  Черкаському районі Черкаської області.

## Опис
Заказник площею 3,0 га розташовано біля південно-західної околиці с. Чорнявка у долині річки Тясмин. Під охороною старе русло річки.
Як об'єкт природно-заповідного фонду створено рішенням Черкаська обласна рада від 28.04.1993 р. № 14-91. Землекористувач або землевласник, у віданні якого перебуває заповідний об'єкт — СТОВ «Чорнявка».
На території заказника зростає очерет звичайний, рогіз широколистий, лепешняк плавучий, ряска мала і триборозенчаста, латаття біле, глечики жовті, сальвінія плавуча (занесена до Червоної книги України). 
Місце відтворення мисливської і рибальської фауни, нерестові ділянки лина і рака вузькопалого.